# Coeranoscincus
Genre
Coeranoscincus est un genre de sauriens de la famille des Scincidae.

## Répartition
Les deux espèces de ce genre sont endémiques d'Australie. Elles se rencontrent au Queensland et en Nouvelle-Galles du Sud.

## Liste des espèces
Selon The Reptile Database (7 aout 2012) :
- Coeranoscincus frontalis (De Vis, 1888)
- Coeranoscincus reticulatus (Günther, 1873)

## Publication originale
- Greer & Cogger, 1985 : Systematics of the reduce-limbed and limbless skinks currently assigned to the genus Anomalopus (Lacertilia: Scincidae). Records of the Australian Museum, vol. 37, no 1, p. 11-54 (texte intégral).